# John Ankerberg
John F. Ankerberg (né le 10 décembre 1945) est un pasteur chrétien baptiste américain et l'animateur de l’émission The John Ankerberg Show.

## Biographie
Ankerberg est né à Chicago, le 10 décembre 1945.
Il a étudié à l'Université de l'Illinois à Chicago et a obtenu Bachelor of Arts en 1968, puis il a étudié l'histoire de l'Église et philosophie de la pensée chrétienne et a obtenu un master. Il a également étudié en théologie à la Trinity Evangelical Divinity School (1972 et 1973) et obtenu un master (Master of Divinity), avant de terminer avec un doctorat en Ministère (Doctor of Ministry) au Luther Rice Seminary à Jacksonville en 1990. Il a été ordonné pasteur baptiste.

### Ministère
En 1980, il devient animateur de l’émission The John Ankerberg Show diffusée sur Daystar et GOD TV, qui met en relief des opinions et points de vue chrétiens avec des invités.
Il est l'auteur ou coauteur de nombreux livres dont : "16 Prophecies That Prove Jesus Is the Messiah" et "Israel Under Fire".

## Vie privée
Il est marié et a un enfant.

## Récompenses
Il a obtenu les prix suivants:
- “Genesis Award”, Southeastern Chapter of the National Religious Broadcasters, 1984[4].
- “The Television Program Producer of the Year Award”, National Religious Broadcasters, 1992[3].

## Affiliations
- The International Society of Christian Apologists (Matthews, NC)
- The Board of Directors of the National Religious Broadcasters (Manassas, VA)
- The Board of Reference of The Christian Film and Television Commission (Atlanta, GA)
- The Board of Reference for the Institute for Religious Research (Grand Rapids, MI)
- The Board of Reference for the Christian Service Brigade (Wheaton, IL)